# Edwin T. McKnight

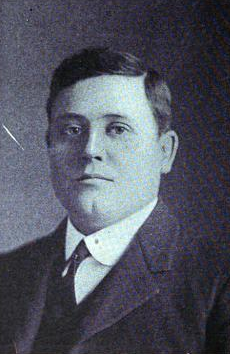
Edwin T. McKnight (1907)

Edwin T. McKnight (* 11. Oktober 1869 in Kings Country, New Brunswick; † Juli 1935 in Medford, Massachusetts) war ein US-amerikanischer Rechtsanwalt, Bankier und Politiker (Republikanische Partei) kanadischer Herkunft.

## Leben
Edwin T. McKnight wurde am 11. Oktober 1869 in Marrtown im Kings Country in der kanadischen Provinz New Brunswick geboren. Er besuchte öffentliche Schulen und anschließend die University of New Brunswick sowie die Harvard Law School. Anschließend arbeitete McKnight in Medford als Geschäftsführer der Medford Trust Company. Von 1903 bis 1906 war er Mitglied des Stadtrats von Boston (Boston Common Council). Von 1906 bis 1907 war er Abgeordneter im Repräsentantenhaus von Massachusetts und von 1917 bis 1921 Staatssenator für den 6. Distrikt von Middlesex. Von 1919 bis 1921 war McKnight zusätzlich Präsident des Senats von Massachusetts. Später kam er aufgrund seiner Verstrickungen mit der Insolvenz der Medford Trust Company ins Gefängnis. Edwin T. McKnight starb drei Tage, nachdem er begnadigt und entlassen worden war, im Juli 1935. Er war Mitglied der Freimaurer.